# Rambøll Group
Die Rambøll Group ist eine dänische, international tätige Ingenieur-, Architektur- und Managementberatung. Rund 18.000 Mitarbeiter sind in den Geschäftsbereichen Hochbau, Transport und Infrastruktur, Wasser, Umwelt und Gesundheit, Architektur und Landschaftsarchitektur, Energie, sowie Management Consulting tätig.

## Geschichte
Rambøll wurde im Oktober 1945 als „Rambøll & Hannemann“ in Kopenhagen von Børge Johannes Rambøll (1911–2009) und Johan Georg Hannemann (1907–1980) gegründet. Beide haben an der Dänischen technischen Universität (DTU) in Kopenhagen studiert und zusammengearbeitet. Ihren ersten wichtigen Auftrag erhielten sie vom dänischen Rundfunkingenieursunternehmen Radioingeniørtjenesten, das zu dieser Zeit eine Vielzahl von Sendetürmen und Transmittern errichtete. „Rambøll & Hannemann“ entwarf und errichtete nach 1950 eine Vielzahl von Rundfunksendetürmen in Dänemark und Norwegen. Dies führte dazu, dass die Firma auch an der Arbeit mit Hochspannungsmasten für bedeutende Überwachungssysteme beteiligt wurde und für die norwegische Telefonabteilung arbeitet.
Durch zahlreiche nationale und internationale Akquisitionen ist das Unternehmen seit seiner Gründung stetig gewachsen und verfügt mittlerweile über 300 Büros in 35 Ländern.

### 1950–1991: Gründung und Wachstumsstrategie
Zwischen 1950 und 1960 wuchs das Unternehmen und damit der Aufgabenbereich in einer Vielzahl von unterschiedlichen Projekten. Die Zahl der Mitarbeiter stieg von 20 bis 30 1950 auf 170 im Jahr 1960. Die Anzahl an Aufträgen für das norwegische nationale Rundfunkunternehmen NRK stieg weiter an und im Jahr 1976 eröffnete „Rambøll & Hannemann“ das erste Büro in Oslo.

### 1991–2003: Expansion in Nordeuropa
Im Jahr 1991 übernahm „Rambøll & Hannemann“ die Firma „B. Højlund Rasmussen A/S“ und firmierte um zu Rambøll, Hannemann & Højlund A/S. Als das Unternehmen 2003 mit Swedish Scandiaconsult fusionierte, wurde es eines der größten Ingenieurberatungsunternehmen in Skandinavien.

### 2003–: Internationales Wachstum
Im August 2006 übernahm Rambøll Storvik & Co in Norwegen.
Im Sommer 2007 hat Rambøll das britische Unternehmen Whitbybird gekauft. Zum Zeitpunkt der Übernahme beschäftigte Whitbybird 680 Mitarbeiter in diversen Büros in Großbritannien, Italien, Indien und den Vereinigten Arabischen Emiraten. Rambølls Präsenz in Indien wurde im April 2008 durch den Kauf des indischen Telekommunikationsunternehmens ImIsoft ausgebaut.
Im März 2011 hat Rambøll das britische Ingenieursunternehmen Gifford erworben. Ebenfalls im März 2011 hat Rambøll den Bereich Power Engineering von Dong Energy, Dong Energy Power, erworben. Im Juli 2011 wurde der Geschäftsbereich Rambøll Informatik an das dänische IT-Unternehmen KMD verkauft. Im Jahr 2014 hat Rambøll die US-amerikanische Umweltberatung ENVIRON gekauft. Zum Zeitpunkt der Akquisition beschäftigte ENVIRON mehr als 1500 Umwelt- und Gesundheitsexperten in 21 Ländern. Im August 2023 hat Rambøll die deutsche Unternehmensberatung civity Management Consultants erworben.

## Rambøll Fonden
Die Rambøll-Gruppe befindet sich im Besitz von Rambøll Fonden. Mit rund 97 Prozent der Aktien ist die Stiftung Mehrheitsaktionär, die verbleibenden 3 Prozent sind im Besitz der Mitarbeiter von Rambøll.
Rambøll Fonden stellt das langfristige finanzielle und geschäftliche Fortbestehen der Rambøll-Gruppe sicher. Sie unterstützt innovative Forschungsvorhaben sowie Wohltätigkeitsorganisationen und humanitäre Zwecke.

## Organisation
Rambøll Group A/S besteht aus mehreren Geschäftseinheiten und deren Tochtergesellschaften und ist weltweit in insgesamt 35 Ländern vertreten.

### Management
Das operative Führungsgremium der Rambøll Gruppe ist das Rambøll Group Directors Forum (GDF), bestehend aus Group CEO, Group CFO, Group Chief Development Officer, Group Chief Market Officer, Geschäftsführer der acht strategischen Geschäftseinheiten sowie vier Direktoren der Servicebereiche.

### Geschäftsbereiche
- Hochbau
- Transport & Infrastruktur
- Architektur & Landschaftsarchitektur
- Umwelt & Gesundheit
- Energie
- Wasser
- Management Consulting[15]

## Projekte

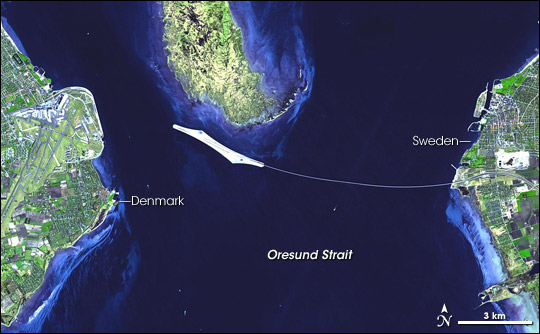
Öresundbrücke

Rambøll ist bei zahlreichen großen Bauprojekten weltweit beteiligt, oft in federführender Position. Für den Bau der Öresundbrücke (1995–1999), die Kopenhagen in Dänemark und Malmö in Schweden verbindet, war Ramboll unter anderem für Design, Brückenkonstruktion, Transport- und Verkehrsplanung sowie Sicherheit zuständig.
Die Brücke ist einer der bedeutendsten Verkehrswege in Skandinavien. Sowohl die internationale Autobahn E20 als auch die zweigleisige Bahnstrecke über den Öresund mit direkter Verbindung von Kopenhagen, dem Flughafen und Malmö führen über die Brücke, die in Verbindung mit einem Tunnel die Verbindung herstellt.
Bei der Storebælt-Brücke (1988–1998) war Rambøll für Planung und Konstruktion verantwortlich. Die Brücke verbindet Halsskov auf Seeland und Knudshoven auf Fünen. 18 Kilometer mit einer zweigleisigen Bahnstrecke und einer vierspurigen Autobahn wurden geplant und gebaut, mit einer kleinen, künstlichen Insel Sprogø inmitten des Kleinen Belts, wo der Tunnel in eine Brücke übergeht.

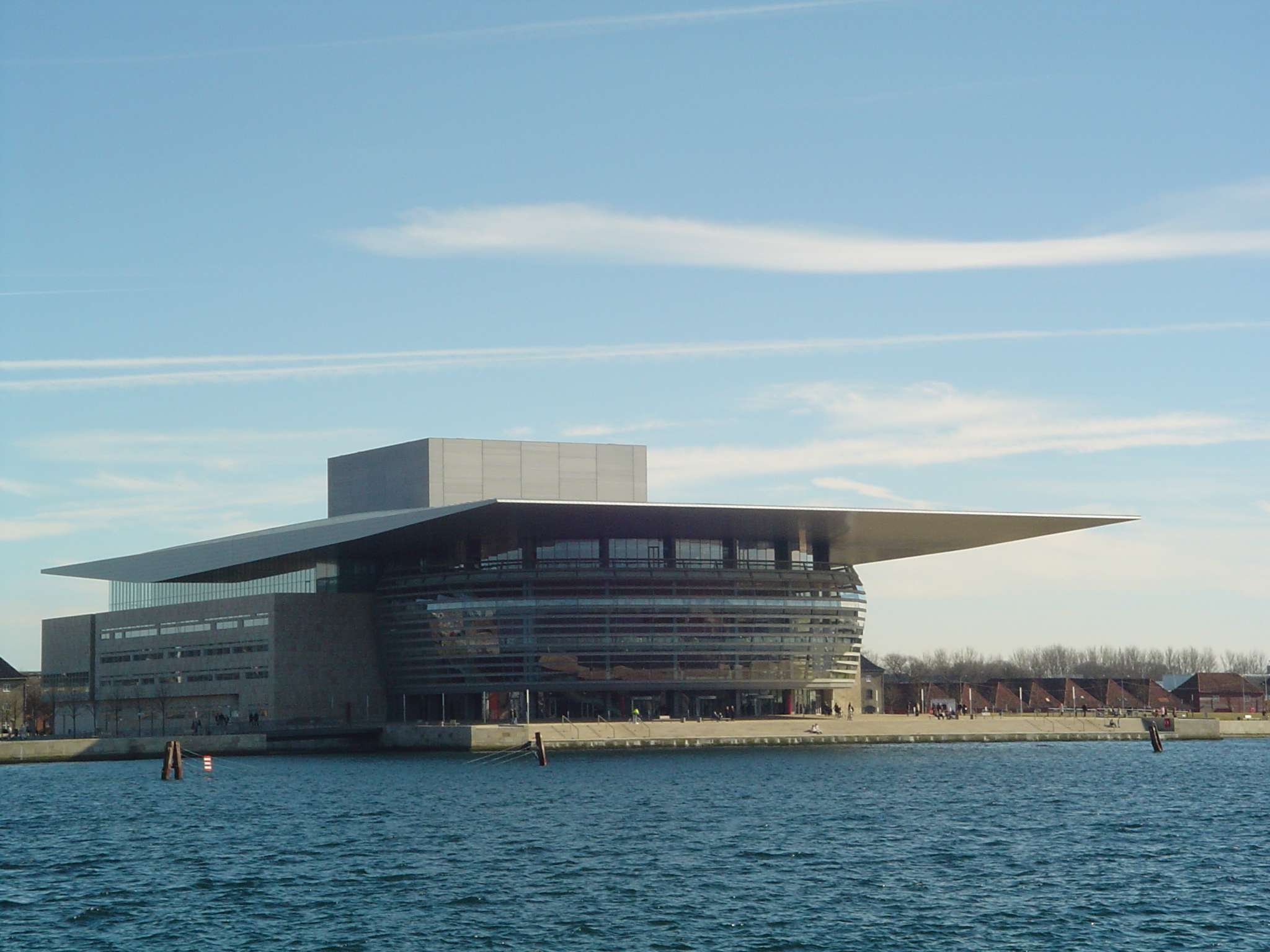
Neue Königliche Oper in Kopenhagen

Als federführendes Ingenieurunternehmen war Rambøll maßgeblich am Bau der neuen Königlichen Oper in Kopenhagen (2001–2004) beteiligt. Rambøll war für Ingenieurplanung, Feuer-, Sicherheitsbestimmungen, Projektmanagement, Baustatik, geophysikalische Ingenieursleistung, geotechnische Ingenieursleistung, Elektrotechnik, Verkehrstechnik, Verkehrsplanung und -sicherheit zuständig. Auffällig an der Oper ist das Dach, das 157 × 90 Meter misst, eine der weltweit größten Dachkonstruktionen. 2008 gewann Rambøll den „Outstanding Structure Award“ der International Association for Bridge and Structural Engineering (IABSE) für seine Mitwirkung am Design des Daches.
Seit April 2009 führt Rambøll in Zusammenarbeit mit Ove Arup & Partners Ltd (Großbritannien) und Tunnel Engineering Consultants (TEC) aus den Niederlanden eine Machbarkeitsstudie für die Planung einer festen Verkehrsverbindung zwischen Fehmarn und Rødby durch. Die Verkehrsverbindung soll aus einer zweigleisigen Zugstrecke und einer vierspurigen Autobahn bestehen und Deutschland mit Skandinavien verbinden. Rambøll erstellt in diesem Zusammenhang das Design der Tunnelvariante sowie die Ingenieurleistungen und analysiert die Konsequenzen und Auswirkungen auf Umwelt, Verkehr und Sicherheit der Konstruktion. Im Falle eines Tunnelbaus wäre der 19 Kilometer lange Fehmarnbelttunnel fünfmal so lang wie der Tunnel unter dem Øresund und dreimal so lang wie der Transbay Tube Tunnel in San Francisco und würde somit zu den weltweit längsten und tiefsten Tunneln gehören.
International hat Rambøll in den vergangenen Jahren bei diversen Projekten mitgewirkt, wie z. B. der Entwicklung der Uferfront in Chicago, der Ferrari World in Abu Dhabi, dem König Abdullah Petroleum-Studien und Forschungszentrum in Saudi-Arabien und dem neuen Nationalmuseum für Kunst, Architektur und Gestaltung Museum in Oslo, Norwegen.
2019 gewann das Unternehmen die Ausschreibung des Berliner Senats für die Konzeption von sechs der zehn in Berlin geplanten Radschnellverbindungen.

## Ramboll in Deutschland
In Deutschland ist Ramboll an dreizehn Standorten vertreten: Hamburg, Berlin, München, Rostock, Lübeck, Kassel, Frankfurt, Hannover, Essen, Köln, Karlsruhe, Überlingen und Braunschweig. Circa 850 Mitarbeitende arbeiten in den Bereichen  Hochbau, Transport & Infrastruktur, Wasser, Umwelt & Gesundheit, Architektur & Landschaftsarchitektur, Energie sowie Management Consulting.
Seit Februar 2019 ist Stefan Wallmann Geschäftsführer von Ramboll in Deutschland, der Hauptsitz der deutschen Organisation befindet sich in Hamburg.
Ramboll Management GmbH wurde im Jahr 2000 gegründet. Neben dem Hauptsitz in Hamburg wurde 2004 ein zweites Büro in Berlin eröffnet. Im Zuge der Internationalisierungsstrategie des Konzerns wurde Ramboll Management GmbH im Jahr 2009 in Ramboll Management Consulting GmbH umbenannt. Seit 2021 hat Ramboll Management Consulting seinen Hauptsitz in der Hamburger Marzipanfabrik.
Im Jahr 2011 wurde am Hamburger Standort die Ramboll Global Wind & Towers Division etabliert.
Der Bereich Ramboll Energie in Deutschland wurde im Jahr 2012 mit dem Kauf der Hamburger IMS Ingenieurgesellschaft mbH verstärkt. Das Unternehmen wurde im Jahr 2015 in Ramboll IMS Ingenieurgesellschaft mbH umbenannt.
Im Jahr 2013 hat Ramboll das Landschaftsarchitekturbüro Atelier Dreiseitl mit Standorten in Überlingen, Portland, Singapur und Peking erworben. Das Atelier Dreiseitl ist weltweit tätig und verantwortete unter anderem das Renaturierungskonzept des Bishan Park in Singapur sowie das Stadthydrologiekonzept am Potsdamer Platz in Berlin.
Der Bereich Management Consulting wurde im Jahr 2014 durch den Kauf der in Hamburg ansässigen PUTZ & PARTNER Unternehmensberatung AG verstärkt.
Ebenfalls im Jahr 2014 wurde mit der Gründung des Ramboll Light Rail Competence Centre in Karlsruhe der Bereich Ramboll Transport in Deutschland etabliert.
Mit dem Kauf von ENVIRON – ebenfalls im Jahr 2014 – wurde der Geschäftsbereich Umwelt und Gesundheit in Deutschland verstärkt. Ramboll Environ Germany GmbH unterhält in Deutschland Büros in München, Essen und Kelkheim.
Im August 2016 wurde die Übernahme von CUBE Engineering und BBB Umwelttechnik durch Ramboll bekannt.
Im April 2018 übernahm Ramboll die MMG Ingenieurgesellschaft für Materialmanagement mbH, einem Spezialisten im Bereich der Krankenhauslogistik mit Standorten in Berlin, Wien und Kopenhagen.

## Nachweise
1. 1 2  Rambøll, Bright ideas. Sustainable change. Rambøll, abgerufen am 2. Januar 2021.
2. ↑  History, Values and culture (Memento vom 2. Juni 2008 im Internet Archive) Abgerufen am 8. Juni 2009.
3. ↑  About us (Memento vom 24. Januar 2011 im Internet Archive) Abgerufen am 31. August 2015.
4. ↑  Rambøll: Archivierte Kopie (Memento vom 2. Dezember 2008 im Internet Archive) "Flashplayer benötigt", 2005. S. 16. Abgerufen am 7. Oktober 2009.
5. ↑  Rambøll: Archivierte Kopie (Memento vom 2. Dezember 2008 im Internet Archive) "Flashplayer benötigt", 2005. S. 19f. Abgerufen am 7. Oktober 2009.
6. ↑  Building.co.uk: https://www.building.co.uk/news/whitbybird-bought-by-danes/3093091.article. Abgerufen am 28. August 2015.
7. ↑  2003-present. Ramboll, September 2008, archiviert vom Original am 2. Juni 2008; abgerufen am 29. September 2008 (englisch).
8. ↑  Mark Choueke: Ramboll invests in gifford. Gifford.uk.com, London 29. März 2011 (englisch, gifford.uk.com (Memento des Originals vom 24. Juli 2011 im Internet Archive) [abgerufen am 6. April 2011]).
9. ↑  Rambøll buys Dong's expertise in power plants. dbdh.dk, 31. März 2011 (englisch, dbdh.dk (Memento des Originals vom 19. Juli 2011 im Internet Archive) [abgerufen am 6. April 2011]).
10. ↑  Bloomberg Business: http://www.bloomberg.com/research/stocks/private/snapshot.asp?privcapId=22548825. Abgerufen am 28. August 2015.
11. ↑  Environment Analyst: https://environment-analyst.com/29964/ramboll-acquires-environ. Abgerufen am 28. August 2015.
12. ↑  Ramboll Management Consulting erwirbt deutsche Unternehmensberatung civity - Ramboll group. Abgerufen am 25. September 2023 (deutsch).
13. ↑  Rambøll Fonden. Abgerufen am 31. Dezember 2020 (englisch).
14. ↑  Ramboll Group Management. Ramboll Group, 2008, ehemals im Original (nicht mehr online verfügbar); abgerufen am 29. September 2008. (Seite nicht mehr abrufbar. Suche in Webarchiven)  Info: Der Link wurde automatisch als defekt markiert. Bitte prüfe den Link gemäß Anleitung und entferne dann diesen Hinweis.
15. ↑  Home. Abgerufen am 15. Februar 2019.
16. ↑  Øresundbrücke: http://www.ramboll.com/projects/viewproject.aspx?projectid=BC97099A-E0F9-4143-8EA8-38C6D258E6FD. 2000. Abgerufen am 8. Juni 2009.
17. ↑  The Copenhagen Opera House: http://www.ramboll.com/projects/viewproject.aspx?projectid=A2EA8C56-67B2-46C2-A32C-EE37C8318505. 2004. Abgerufen am 8. Juni 2009.
18. ↑  Dänemark und Deutschland rücken näher zusammen: Archivierte Kopie (Memento vom 23. September 2015 im Internet Archive). Mai 2009. Abgerufen am 8. Juni 2009.
19. ↑  Connecting Scandinavia and Europe by tunnel: http://www.ramboll.co.uk/news/viewnews.aspx?newsid=C8F59268-444F-4B7F-BA58-88D7D18D0F6B. 2009. Abgerufen am 8. Juni 2009.
20. ↑  New National Museum of Art, Architecture and Design: Archivierte Kopie (Memento des Originals vom 6. September 2023 im Internet Archive)  Info: Der Archivlink wurde automatisch eingesetzt und noch nicht geprüft. Bitte prüfe Original- und Archivlink gemäß Anleitung und entferne dann diesen Hinweis.. Abgerufen am 31. August 2015.
21. ↑  Dänische Firma soll neue Radwege in Berlin planen. Abgerufen am 11. März 2019.
22. ↑  Standorte. Abgerufen am 15. Februar 2019.
23. ↑  Ramboll ernennt Stefan Wallmann als neuen Hauptgeschäftsführer in Deutschland. Abgerufen am 15. Februar 2019.
24. ↑  Rambøll akquiriert IMS Ingenieursgesellschaft: Archivierte Kopie (Memento vom 24. September 2015 im Internet Archive). Abgerufen am 31. August 2015.
25. ↑  Unsere Entwicklung: https://de.ramboll.com/media/rde/aus-ramboll-ims-wird-ramboll. Abgerufen am 31. August 2015.
26. ↑  Rambøll wächst weiter in Deutschland: Archivierte Kopie (Memento vom 24. September 2015 im Internet Archive). Abgerufen am 31. August 2015.
27. ↑  Bishan-Ang Mo Kio Park: https://ramboll.com/projects/singapore/bishan-park. Abgerufen am 31. August 2015.
28. ↑  Potsdamer Plaza: https://ramboll.com/projects/germany/potsdamer-plaza. Abgerufen am 31. August 2015.
29. ↑  Ramboll akquiriert große Unternehmensberatung in Hamburg: Archivierte Kopie (Memento vom 24. September 2015 im Internet Archive). Abgerufen am 31. August 2015.
30. ↑  Ramboll kauft US-amerikanische ENVIRON und tritt der globalen Elite des Umwelt- und Gesundheitsberatungsmarkts bei: Archivierte Kopie (Memento vom 24. September 2015 im Internet Archive). Abgerufen am 31. August 2015.
31. ↑  Ramboll übernimmt Cube und BBB Umwelttechnik. erneuerbareenergien.de, 17. August 2016, archiviert vom Original am 31. August 2016; abgerufen am 31. August 2016.
32. ↑  Ramboll übernimmt Krankenhauslogistik-Spezialisten MMG. Abgerufen am 15. Februar 2019.